# Ministère fédéral de l'Agriculture et de l'Environnement (Autriche)
Le Ministre fédéral de l'Agriculture et des Forêts, du Climat, de l'Environnement, des Régions et des Eaux (en allemand : Bundesministerium für Land- und Forstwirtschaft, Klima- und Umweltschutz, Regionen und Wasserwirtschaft) est le département ministériel responsable de la politique agricole, des forêts, de la chasse, de la pêche et de la protection de l'environnement en Autriche entre 2000 et 2020, et depuis 2025.

## Compétences
Le ministère est compétent en matière d'agriculture, de forêts, de marché intérieur, notamment les produits alimentaires, agricoles et forestiers, les semences et pesticides, de viticulture, de gestion des eaux, de défense des cultures, de corporations professionnelles d'agriculteurs et de sylviculteurs indépendants, d'administration des forêts fédérales, de gestion de l'École espagnole, de chasse et pêche, de protection de l'environnement, de gestion des déchets, d'assainissement, de conservation des espèces, de conservation de la nature et des paysages, de protection contre les rayonnements ionisants, de coordination en matière d'énergie nucléaire, et de bien-être animal.

## Organisation
Le ministère s'organise entre les sections suivantes : 
- Section I : Service juridique et parlementaire
- Section II : Développement durable et Territoires ruraux
- Section III : Agriculture et Alimentation
- Section IV : Forêts
- Section V : Politique environnementale générale
- Section VI : Technologies environnementales et Gestion des déchets
- Section VII : Eaux

## Histoire
Il est créé en 2000 par la fusion entre le ministère fédéral de l'Agriculture et des Forêts et le ministère fédéral de l'Environnement, de la Jeunesse et de la Famille, créé en 1987 et qui perd à cette occasion ses compétences sociales.
Il est scindé à nouveau en deux en janvier 2020, les questions écologiques étant transférées au ministère fédéral des Transports. Il est rétabli en mars 2025.

## Titulaires
| Nom | Nom                  | Dates du mandat | Dates du mandat | Parti       | Gouvernement(s)        |
| --- | -------------------- | --------------- | --------------- | ----------- | ---------------------- |
| | Wilhelm Molterer     | 04/02/2000      | 28/02/2003      | ÖVP         | Schüssel I             |
| | Josef Pröll          | 28/02/2003      | 02/12/2008      | ÖVP         | Schüssel II Gusenbauer |
| | Nikolaus Berlakovich | 02/12/2008      | 16/12/2013      | ÖVP         | Faymann I              |
| | Andrä Rupprechter    | 16/12/2013      | 18/12/2017      | ÖVP         | Faymann II Kern        |
| | Elisabeth Köstinger  | 18/12/2017      | 03/06/2019      | ÖVP         | Kurz I                 |
| | Maria Patek          | 03/06/2019      | 07/01/2020      | Indépendant | Bierlein               |
| |                      |                 |                 |             |                        |
| | Norbert Totschnig    | 03/03/2025      |                 | ÖVP         | Stocker                |
| Titre du portefeuille : - depuis 2025 : Agriculture et Forêts, Climat, Environnement, Régions et Eaux (Land- und Forstwirtschaft, Klima- und Umweltschutz, Regionen und Wasserwirtschaft) |                      |                 |                 |             |                        |